# 亚历山大·格林 (1880年)
亚历山大·格林 （俄語：Александр Грин，1880年8月23日—1932年7月8日），俄罗斯作家，原名亚历山大·斯杰潘诺维奇·格林涅夫斯基（俄語：Александр Стефанович Гриневский）。他的多部长篇小说和短篇故事多以海洋，冒险和爱情为主题，描绘为了爱情的冒险中的种种奇遇，带有强烈的浪漫风格和神秘色彩。

## 生平
亚历山大·格林于1880年8月23日出生于俄罗斯帝国维亚特卡省斯洛博茨科伊县城（现属基洛夫州）。父亲是波兰人，参加过波兰一月起义，被流放到西伯利亚的托木斯克，刑满释放后在维亚特卡定居。格林自幼喜欢冒险小说和凡尔纳的作品，中学毕业后就因家境贫寒辍学。1896年十六岁的他到了敖德萨，开始了居无定所的流浪生活。之后的十年里他在巴库等黑海沿岸城市游荡，当过船上的学徒，水手。还远赴乌拉尔山区当过淘金工人和建筑工人，但更多的是处于失业的窘境，不得不靠父亲的接济度日。
经历了多年的流浪生活之后，格林加入了俄国军队，不久成了一名社会革命党人。他在团队中散发传单，后来离开军队到基辅和塞瓦斯托波尔进行革命宣传工作，成了一名地下演讲家。1903年秋被捕入狱，在监狱里开始尝试写作。两年后他赶上大赦获释，但不到一年他就再次被捕，被判处流放到托博尔斯克省的图林斯克四年。但三天后他就从流放地逃跑，回到了故乡。他父亲让他假冒已故的教堂执事的儿子姓名在故乡生活。1909年他发表了自己的第一部带有浪漫风格的短篇小说《列诺岛》。
1910年他再次因为和社会革命党人的瓜葛被捕，关押了一年之后流放到了阿尔汉格尔斯克州的皮涅加，后来又到了小城科格斯特洛夫，他在这里认识了维拉·帕夫洛夫娜·阿伯拉莫娃，两人结了婚。1912年他回到圣彼得堡，和妻子离了婚。这段时间里，他发表了他主要的短篇小说。1916年他躲避追捕到了芬兰，听说二月革命的消息之后，他立刻来到了彼得格勒，此时他对新制度和革命充满希望。1919年他入伍当信号兵，得上了伤寒，出院时几乎残废了。马克西姆·高尔基帮他申请到了学术界人士才有的一份口粮，并给他安排了一份工作，他恢复了正常的生活。
俄国内战时期，他在“火线”杂志上发表文章，并开始创作自己的成名作《红帆》（1923）。1924年格林和妻子迁居到离海较近的费奥多西亚，这里宁静的生活让作家写了不少东西。但他的浪漫主义风格和当时革命色彩浓厚的文学主流格格不入，所以他的作品很难发表，全家人都生活在贫困之中。贫困的生活和劳累让他得了肝癌和胃癌，最终于1932年旧克里米亚市创作长篇小说《小性子姑娘》时去世。
格林死后二十余年作品仍不得发表，并曾作为“小资产阶级的世界主义者”受到文学界的批判。直到苏共二十大以后，他的作品才得以出版，立即受到很大的欢迎，名誉日增。从1960年代到1980年代，他在费奥多西亚、旧克里木和基洛夫的故居都建立了博物馆。。2000年为了纪念作家诞生120周年，设立了亚历山大·格林奖，表彰为青少年创作出带有浪漫气息，充满希望风格的作家。

## 作品风格

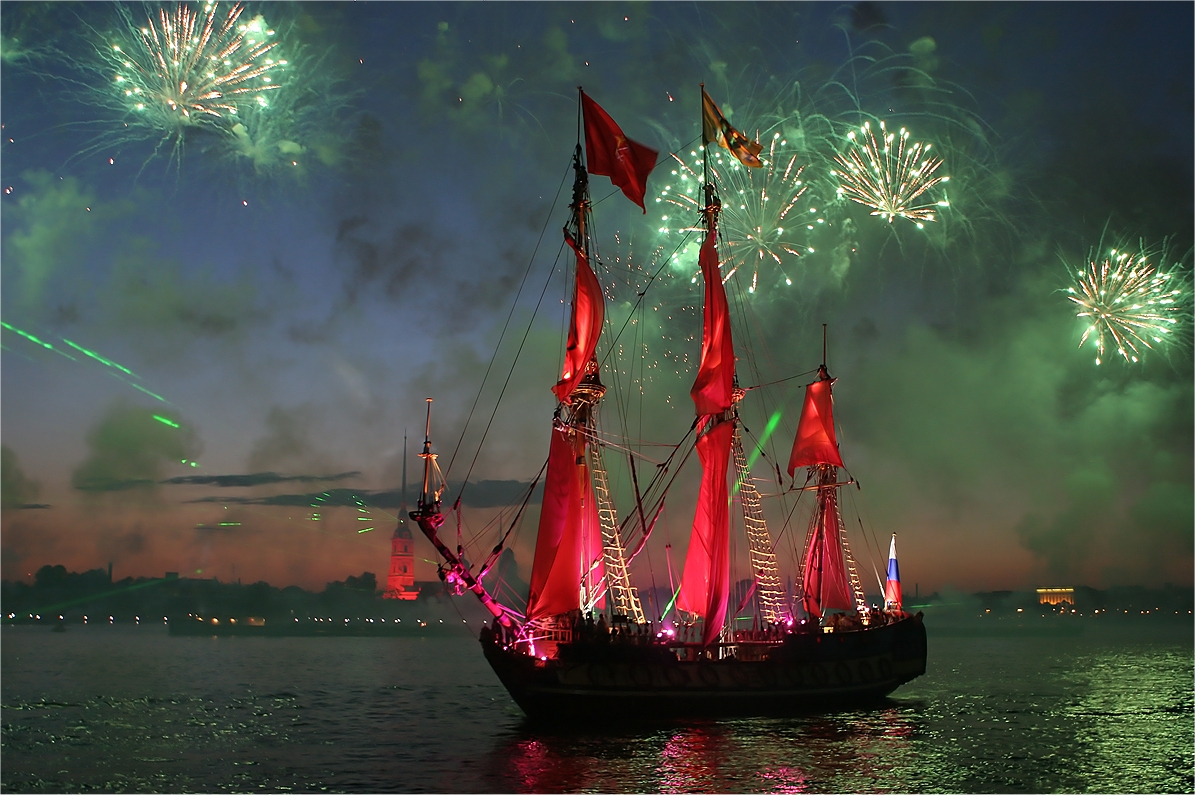
圣彼得堡每年都举行“红帆”活动来庆祝节日，这一活动即由格林的小说《红帆》得名，图片为2005年参加该活动的萨丹进击号

在人物塑造上，格林作品中的主人公都充满了纯真、奇幻和浪漫的想法，所经历的事件也都是带着神秘和魔幻色彩的奇遇，这与当时偏重真实反映现实的其他作品不同，被评论家称为“奇遇小说”。著名作家格拉宁曾对此评论道：“当岁月蒙上尘埃而失去光辉时，我拿起格林的作品，翻开其中任何一页，春天立刻破窗而入，一切又都变得明亮光彩，一切又像童年那样神秘难测和令人激动”
在作品环境的设置上，格林以海洋为主题，从自己在海滨的流浪经验中取材，所以常被与擅写同样题材的罗伯特·路易斯·史蒂文森和约瑟夫·康拉德相比较。格林作品中的奇遇或是发生在临近的海边的小镇，或是在海中的船上，均是远离欧洲的带有朦胧色彩的无名幻境，充满了浪漫和魔幻的气息，这被评论家和读者称为“格林奇境”，但其中人物的名字和行为都是西欧式的，连他的笔名“格林”都是把格林涅夫斯基这个名字欧化所得到的。在遣词造句上，他受到爱伦·坡的影响，常用使用斑驳鲜明的色彩来描绘环境，有些词汇搭配的诡异离奇，自成一格。

## 主要著作
- 《红帆》 (Алые паруса, 1923年)，中篇小说，格林的成名作，其中的主人公隆格连具有自传色彩。后曾被改编成芭蕾舞剧和电影。
- 《灿烂的世界》 (Блистающий мир, 1923)，又译《孤女奇遇》，充分展现了格林作品中幻想与现实结合的风格。作品写一个天真无邪的少女达薇和具有特异功能的年轻人德鲁特之间的爱情故事。
- 《金锚链》 (Золотая цепь, 1925)
- 《踏浪女人》(Бегущая по волнам，1928)，又译《凌波仙子》，被认为是格林的代表作。小说的主人公迦尔威是个充满浪漫奇想的人，他出海去寻找“永远捕捉不到的奇妙的鹿”。在里斯本碰到了一位时隐时现的美丽少女，迦尔威乘坐“踏浪女人”号去寻找她，途中遇险被一位踏浪而来的的少女所救。后来又因为保护踏浪女人的雕塑而找到了自己的幸福。
- 《杰茜和摩戈雅娜》 (Джесси и Моргиана, 1929年)。1972年由改编成电影摩戈雅娜。[8]
- 《哪都不去的路》 (Дорога никуда, 1930)

## 外部連結
- Феодосийский литературно-мемориальный музей А. С. Грина（页面存档备份，存于） （俄文）
- Музей А. С. Грина （俄文）
- Дом Грина в Старом Крыму[永久] （俄文）